# NK Južnjak Sveta Nedjelja
Južnjak je bivši hrvatski nogometni klub iz Sv. Nedjelje na otoku Hvaru. Natječe se u Hvarskoj nogometnoj ligi i do sad je sve svoje službene ligaške utakmice odigrao u toj ligi.
Klub je ugašen u rujnu 2013.

## Klupski uspjesi
Klub je osvajao prvenstvo otoka u sezonama 2000./'01. i 2001./'02, a doprvaci su bili u sezoni 2002./'03[nedostaje izvor] i kontinuirano od 2005./'06 do 2008./'09. Kup otoka Hvara osvojili su u sezonama 1999/'00, 2005./'06. i 2008./'09.

## Rezultati po sezonama
- 2011./12. - prvak[2]
- 2010./11. - ?
- 2009./'10. -[3]
- 2008./'09. – 2. (od 12)
- 2007./'08. – 2. (od 12)
- 2006./'07. – 2. (od 12)
- 2005./'06. – 2. (od 12)
- 2004./'05. - ? (od 13)
- 2003./'04. - ?
- 2002./'03. – 2.[nedostaje izvor]
- 2001./'02. - prvak
- 2000./'01. - prvak
- 1999./'00. – 2. (od 12)
- 1998./'99. – 5. (od 12)
- 1997./'98. – 10. (od 12)
- 1996./'97. – 6. (od 11)